# Bandera de Camboya
La bandera de Camboya fue readoptada oficialmente el 23 de septiembre de 1993, cuando se restableció la monarquía de ese país. La bandera está formada por tres franjas horizontales siendo la central, de color rojo, el doble de ancha que las otras dos de color azul. En el centro de la franja roja se ubica una representación en color blanco de la entrada principal al templo de Angkor Wat con tres torres.

## Historia
La primera bandera de Camboya como tal se remonta a la época del dominio francés sobre Indochina. El reino de Camboya se mantuvo como un protectorado desde 1863 y la bandera utilizada fue similar a la actual, solo que en vez de franjas superiores e inferiores en azul, existía un borde del mismo tono.
En 1942, el Imperio del Japón ocupó el territorio de Indochina durante la Segunda Guerra Mundial con la aprobación de la Francia de Vichy. Hasta 1945, se utilizó una bandera de fondo rojo con cuatro cuadrados de color blanco ubicados en las esquinas del borde de un cuadrado en el centro de la bandera, de igual color. En 1945, con la derrota japonesa, los franceses retomaron la administración de Camboya, pero el país había comenzado a exigir mayores grados de autonomía. En 1948, el país se declaró independiente y adoptó la bandera usada en la actualidad.

Camboya bajo dominio francés (1868-1942/1945-1948)
Camboya bajo dominio japonés (1942-1945)
Reino de Camboya (1948-1970)

En 1970, un golpe de Estado liderado por Lon Nol derribó al rey Norodom Sihanouk y se estableció la República Jemer, que adoptó una nueva bandera, el 9 de octubre de ese año. El dibujo de Angkor Wat y el fondo rojo fueron trasladados al cantón sobre fondo azul y en la esquina derecha superior se colocaron tres estrellas. Sin embargo, el gobierno no fue reconocido y las Naciones Unidas utilizaron el antiguo emblema.
La  guerra civil camboyana continuó y Pol Pot derrotó en 1975 a la República Jemer. En 1975, los Jemeres Rojos controlaban gran parte del país y declararon la Kampuchea Democrática. La nueva bandera adoptada era completamente roja y con un sencillo dibujo de Angkor Wat en amarillo. Cuando los disidentes de Pol Pot con apoyo vietnamita controlaron el país en 1979 y establecieron la República Democrática de Kampuchea, la bandera fue modificada dando más detalles al dibujo de Angkor Wat y agregándole dos torres secundarias. 

República Jemer (1970-1975)
Kampuchea Democrática (1975-1979)
República Popular de Kampuchea (1979-1989)

El 1 de mayo de 1989, en el marco del proceso de paz, el nombre del país cambió al de Estado de Camboya, se realizaron elecciones democráticas y se instauró una nueva bandera, de fondo bicolor rojo y azul. El diseño detallado de Angkor Wat de la bandera monárquica fue retomado, con cinco torres y en color amarillo. Cuando se instaló la Autoridad Transitoria de las Naciones Unidas (UNTAC) en 1991, la bandera utilizada era de color celeste como la bandera de la ONU con un mapa de Camboya en blanco y sobre él, el nombre de Camboya en idioma camboyano. En 1993, se restableció la monarquía y se readoptó el emblema de 1948.

Estado de Camboya (1989-1991)
UNTAC (1991-1993)